# Jenna Caira
Eujenna "Jenna" Afrodite Caira (Richmond Hill, 1 de abril de 1989) é uma jogadora de softbol canadense, que joga na posição de arremessadora (pitcher).

## Carreira
Caira compôs o elenco da Seleção Canadense de Softbol Feminino nos Jogos Olímpicos de Verão de 2020 em Tóquio, onde conquistou a medalha de bronze após confronto contra a equipe mexicana na disputa pelo pódio na competição.